# Pilea costaricensis
Pilea costaricensis är en nässelväxtart som beskrevs av J. D. Smith. Pilea costaricensis ingår i släktet pileor, och familjen nässelväxter. Inga underarter finns listade i Catalogue of Life.